# 湯普金斯縣 (紐約州)
湯普金斯縣（英語：Tompkins County）是美国纽约州中西部的一個縣，面積1,273平方公里。根據美国人口普查局2020年的統計，共有人口10萬5,740人；縣治伊薩卡。該縣成立於1794年，縣名紀念詹姆斯·门罗的副總統、丹尼尔·D·汤普金斯。